# Chelaethiops bibie
Chelaethiops bibie är en fiskart som först beskrevs av Joannis, 1835.  Chelaethiops bibie ingår i släktet Chelaethiops och familjen karpfiskar. IUCN kategoriserar arten globalt som livskraftig. Inga underarter finns listade i Catalogue of Life.